# الإبداع، المحدودة. (كتاب)
الإبداع، المحدودة: التغلب على القوى غير المرئية التي تقف في طريق الإلهام الحقيقيكتاب صدر عام 2014، كتبه إدوين كاتمول وأيمي والاس، يتحدث عن إدارة الإبداع في مجال الأعمال.
بصفته أحد مؤسسي شركة بيكسار، يتحدث كاتمول عن البيئة والمبادئ التي أسسها هو وزملاؤه في الشركة، والتي ساهمت في جعلها تحظى بشعبية كبيرة وتحقق أرباحًا عالية.

## الخلفية
في الكتاب، يصف كاتمول نشأته وهو يعشق والت ديزني، بالإضافة إلى انتقاله للعيش في ولاية يوتا وقضاء طفولته هناك.
رغم اهتمامه بالرسوم المتحركة، تابع كاتمول دراساته في الرياضيات والفيزياء وعلوم الحاسب خلال دراسته الجامعية، وحصل على درجة الدكتوراه في جامعة يوتا.
أدى به هذا الاهتمام في النهاية إلى درجة الدراسات العليا تحت إشراف إيفان ساذرلاند، المعروف بأبي الرسوميات الحاسوبية، وذلك أيضًا في جامعة يوتا. قبل عقود من ظهور الرسوم المتحركة الحاسوبية، بدأ كاتمول بتطوير البرمجة اللازمة لإنشاء الرسوميات الحاسوبية الثنائية والثلاثية الأبعاد. خلال تلك الفترة، جرى تجنيده للعمل في شركة "لوكاس فيلم"، حيث أصبح نائب رئيس قسم الرسوميات الحاسوبية في شركة "إندستريال لايت آند ماجيك". وفي عام 1986، قام ستيف جوبز بشراء ذلك القسم وأسَّس شركة بيكسار للرسوم المتحركة بالتعاون مع كاتمول وجون لاستير، وتولى كاتمول منصب الرئيس التقني للشركة.

## الآراء
ذكرت صحيفة نيويورك تايمز أن "كتاب كاتمول أصبح بسرعة الإنجيل الجديد لدى العاملين في مجال الترفيه". كما حاز الكتاب على مراجعات إيجابية من صحف وول ستريت جورنال، وبابليشرز ويكلي، وفاينانشال تايمز.

## روابط خارجية
- الموقع الرسمي